# Карган, Мирослав
Ми́рослав Ка́рган (словац. Miroslav Karhan; 21 июня 1976, Трнава, Чехословакия) — словацкий футбольный полузащитник сборной Словакии. Лучший игрок чемпионата Словакии 2011/12.

## Карьера
Он начал свою игровую карьеру в местном клубе «Спартак» из города Трнава. Через «Реал Бетис» и «Бешикташ» он перешёл в «Вольфсбург» в 2001. На апрель 2009 он сыграл в 173 играх, забив при этом 9 голов в Бундеслиге. Он подписал контракт на правах свободного агента с «Майнцем», который покинул в тот год бундеслигу.
Карган сыграл 107 игр и забил 14 голов в матчах за сборную Словакии, и он был также её капитаном, но из-за травмы не смог поехать на первый для своей сборной Чемпионат мира по футболу 2010.